# Роберт Валзер
Роберт Валзер (Бил/Бјен, 15. април 1878 — Херисау, 25. децембар 1956) био је швајцарски прозни писац. Атмосфером и стилом својих песама, скица, приповедака и романа (Деца Танерових, 1906; Помоћник, 1907; Јакоб фон Гунтен, 1908) може се донекле сматрати као претеча Кафке. Највише га је на наш језик преводио Никола Б. Цветковић.